# زهير كداش
زهير كداش (مواليد 2 مارس 1986) هو ملاكم جزائري، مثّل بلاده في الألعاب الأولمبية الصيفية 2016.

## روابط خارجية
زهير كداش على موقع أوليمبيديا (الإنجليزية)